# Лифшиц, Константин Яковлевич
Константин Лифшиц (р. 1976, Харьков, СССР) — российский пианист, дирижёр, действительный член Лондонской Королевской академии музыки, обладатель ордена Сергия Радонежского III степени (2007 год) и премии «Ровенна» за выдающийся вклад в исполнительское искусство.
Окончил Российскую Академию музыки им. Гнесиных (класс Т. А. Зеликман и проф. В. М. Троппа). Профессор Люцернской консерватории (Швейцария).

## Образование
На выпускном экзамене МССМШ имени Гнесиных в 1994 году в исполнении К. Лифшица прозвучали знаменитые баховские «Гольдберговские вариации», что позволило говорить о нём как о уже вполне зрелом музыканте. «Более, чем любой другой композитор, исключая некоторых современников, Бах продолжает вести и направлять меня в моих порой изнурительных, но в то же время радостных и увлекательных поисках», — говорит музыкант. Именно произведения Баха стали той музыкой, которую первой стал осваивать К. Лифшиц — учащийся музыкальной школы, и сегодня сочинения великого немца занимают одно из центральных мест в его репертуаре.
В 1990 году К. Лифшиц стал стипендиатом программы «Новые имена» Российского фонда культуры, впервые дебютировал в Лондоне, после чего начал активно концертировать в странах Европы, США, Канады, Японии итд.
В 1995 году поступил в аспирантуру Лондонской королевской академии музыки (класс проф. Х. Милна — ученика Гвидо Агости), что знаменовало начало нового этапа в его творческой жизни.
Принимал участие в мастер-классах Р. Тюрек, К. У. Шнабеля, Л. Флейшера, Ч. Розена и Фу Тсонга в Италии.
Окончил Берлинский университет искусств по специальности «дирижёр». Проживает в Швейцарии.

## Карьера
Пианист выступает в лучших залах мира с сольными программами, а также в сопровождении таких известных коллективов, как:
- Моцартеум (оркестр),
- Заслуженный коллектив России Академический симфонический оркестр Санкт-Петербургской филармонии,
- Бернский симфонический оркестр,
- Академический симфонический оркестр Московской филармонии,
- Российский национальный оркестр,
- Лондонский симфонический оркестр,
- ГАСО,
- Оркестр Концертхауса Берлин,
- Нью-Йоркский филармонический оркестр,
- Оркестр средненемецкого радио,
- Академия Святого Мартина в полях,
- Ольстерский оркестр,
- Бухарестский филармонический оркестр им. Дж. Энеску,
- Оркестр Люцернского фестиваля,
- Оркестр имени Гайдна Больцано,
- Филармонический оркестр Монте-Карло,
- Чикагский симфонический оркестр,
- Симфонический оркестр Сан-Франциско,
- Оркестр Миннесоты,
- Токийский симфонический оркестр,
- Виртуозы Москвы,
- Солисты Венеции,
- Пражский камерный оркестр,
- Молодёжный оркестр Европейского союза и многие другие.

Среди дирижёров, работавших с К. Лифшицем — Б. Хайтинк, сэр Н. Мэрринер, сэр Р. Норрингтон, Э. Инбал, П. Феранец, Ю. Темирканов, М. Ростропович, Фишер-Дискау, В. Синайский, С. Сондецкис, В. Спиваков, Э. Клас, Д. Ситковецкий, Л. Грин, Д. Герингас, А. Рудин.
Партнёрами пианиста в камерных ансамблях были Наталия Гутман, Г. Кремер, Б. Давидович, Миша Майский, Лейла Юзефович, Л. Харрел, Б. Джуранна, В. Афанасьев, М. Венгеров, М. Ростропович, Квартет имени Талиха, Борромео-квартет.
В репертуаре музыканта все концерты И. С. Баха, включая «Бранденбургские концерты», Гайдна, Моцарта, Бетховена, Шопена, Шумана, Брамса, Шенберга, Равеля, Концерты Мендельсона, Листа, Чайковского, Рахманинова, Прокофьева, Шостаковича, Бартока, сочинения для фортепиано и оркестра Франка, Фальи, Бартока, Мартину, Хиндемита, Мессиана. В своих сольных концертах К. Лифшиц исполняет сочинения от английских верджиналистов и французских клавесинистов, а также Фрескобальди, Перселла, Генделя, основной части клавирных сочинений Баха, до Скрябина, Рахманинова, Шенберга, Энеску, Стравинского, Веберна, Прокофьева, Гершвина, Лигети.
К. Лифшиц записал более трёх десятков компакт-дисков и DVD.
В 1995 году за свой первый альбом музыкант был удостоен престижной премии «Лучший молодой артист года», которое ему присудило международное жюри в Гамбурге. Запись «Гольдберг-вариаций» И. С. Баха, выпущенная также в 1995 году, была номинирована на премию «Грэмми» и оценена музыкальным критиком Э. Ротштейном («The New York Times»), как «самая сильная пианистическая интерпретация со времени исполнения Гульда».
В течение двух лет К. Лифшиц входил в состав Комитета Королевских музыкальных институтов, став затем, в 2004 году, Почётным членом Лондонской Королевской академии музыки.
В 2007 году Патриарх Московский и Всея Руси Алексий II наградил Константина Лифшица орденом Сергия Радонежского III степени, а в 2008 артист был удостоен премии «Ровенна» за выдающийся вклад в исполнительское искусство.
«Он, несомненно, один из самых высокоодарённых и мощных пианистов нового времени», — писала о Константине Лифшице швейцарская пресса. Его игру высоко оценивали Белла Давидович и Мстислав Ростропович. Пианист играл в разных музыкальных столицах Европы, а также в Японии, городах США, Израиле, Канаде, Австралии, Южной Африки, Южной Америки, Новой Зеландии. К. Лифшиц общался с такими выдающимися музыкантами, как А. Брендель, Т. Гутман. В последнее время Константин Лифшиц не только солирует, но и дирижирует.
«Нравится это кому-то или нет, но существование гения такого масштаба, как Лифшиц, бессмысленно отрицать. Он неопровержимо присутствует, как Каллас или Глен Гульд, и мы должны признать это явление» писал Р. Дайер в «Бостон Глоуб», США